# Tache Papahagi
Tache Papahagi (* 6. Oktober 1892 in Avdella; † 17. Januar 1977 in Bukarest) war ein rumänischer Romanist und Volkskundler aromunischer Herkunft.

## Leben und Werk
Papahagi ging in Ioannina und Bitola zur Schule. Er studierte in Bukarest, promovierte 1925 bei Ovid Densusianu mit der Arbeit Graiul și folclorul Maramureșului („Sprache und Brauchtum im Kreis Maramureș“, Bukarest 1925) und lehrte bis 1964 an der Universität Bukarest, ab 1943 als Professor.
Papahagi war Träger des Rumänischen Staatspreises.

## Werke
- La românii din Albania, Bukarest 1920
- Antologie aromânească, Bukarest 1922, hrsg. von Tudor Nedelcea, Craiova 2008
- Din folklorul romanic și cel latin. Studiu comparat, Bukarest 1923
- Din epoca de formațiune a limbii române. Probleme etno-lingvistice, Bukarest 1924, 1985
- Images d'éthnographie roumaine, daco-roumaine et aroumaine, 3 vol, 1928–1934
- Introducere în filologia romanică cu privire specială asupra istoriei limbii române: Fonetica, Bukarest 1929–1930
- Flori din lirica populară. Doine și strigături, Bukarest 1936
- Manual de fonetică romanică – română, italiană, franceză și spaniolă, Bukarest 1943
- Paralele folclorice (greco-române), Bukarest 1944, 1970
- Poesia lirică populară, Bukarest 1967
- Dicționarul dialectului aromân – general și etimologic. Dictionnaire aroumain (macedo-roumain) général et étymologique, Bukarest 1963 (1264 Seiten); 1974 (1437 Seiten)
- Mic dicyionar folkloric. Spicuiri folklorice şi etnografice comparate, hrsg. von Valeriu Rusu, Bukarest 1979 (französisch: Petit dictionnaire folklorique. Glanures folkloriques et ethnographiques comparées, Bukarest 2003)
- Grai, folklor, etnografie, hrsg. von Valeriu Rusu, Bukarest 1981